# گویلهرم کلزار
 گویلهرم کلزار (انگلیسی: Guilherme Clezar؛ زادهٔ ۳۱ دسامبر ۱۹۹۲) یک تنیس‌باز اهل برزیل است. 